# Mossberg 702 Plinkster
Mossberg 702 Plinkster là loại súng trường sử dụng loại đạn .22 Long Rifle. Plinkster là trong bốn loại súng sử dụng loại đạn.22 có vành mà Mossberg bán.
Mẫu 702 được chế tạo tại Brasil bởi Companhia Brasileira de Cartuchos và được nhập khẩu dưới tên Mossberg. Về cơ bản nó là mẫu CBC Model 7022 trước đó bán dưới tên MagTech, nó được thiết kế lại để phù hợp với các yêu cầu kỹ thuật của Mossberg. Tên gọi Plinkster là tên do Mossberg đặt cho tất cả các loại súng trường bán tự động sử dụng đạn.22 mà hãng này bán.
Nó có thiết kế bán súng và nòng gắn với nhau, bán súng làm bằng vật liệu nhân tạo, nòng làm bằngg thép xanh và có mạ crôm.